# Trochoideus boliviensis
Trochoideus boliviensis es una especie de coleóptero de la familia Endomychidae.

## Distribución geográfica
Habita en Bolivia.